# Sito espositivo di Expo 2015

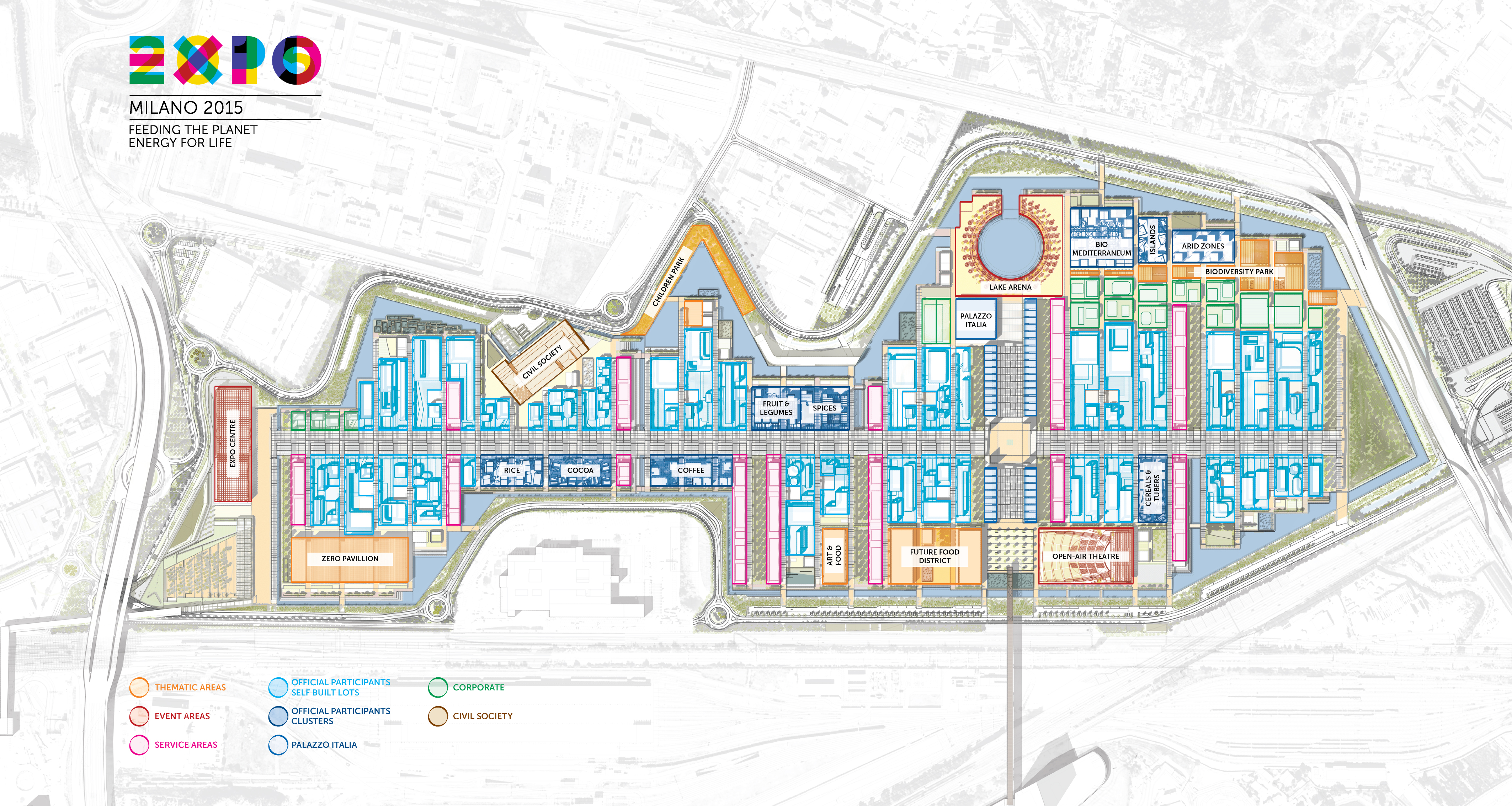
Planimetria del sito dell'Expo 2015

Il sito espositivo di Expo 2015 di Milano, dove si svolse l'evento relativo, è un'area situata nel settore nord-ovest del capoluogo lombardo, per il 90% posta nel comune di Milano e per il restante 10% nel comune di Rho.
L'area occupava una superficie di 110 ettari e risulta adiacente allo spazio fieristico di Fieramilano (quest'ultimo su progetto dell'architetto Massimiliano Fuksas, e che può essere considerato come il progetto scatenante della e riqualificazione urbanistica dell'intera area). 
Quest'area era occupata, prima dell'evento di Expo 2015, da impianti di produzione industriale ed è stata poi adibita sia a destinazione agricola sia per impianti di natura logistica e per servizi comunali.
Dalla fine dell'esposizione universale è in corso la riqualificazione del luogo nel nuovo quartiere MIND - Milano INnovation District.

## Composizione

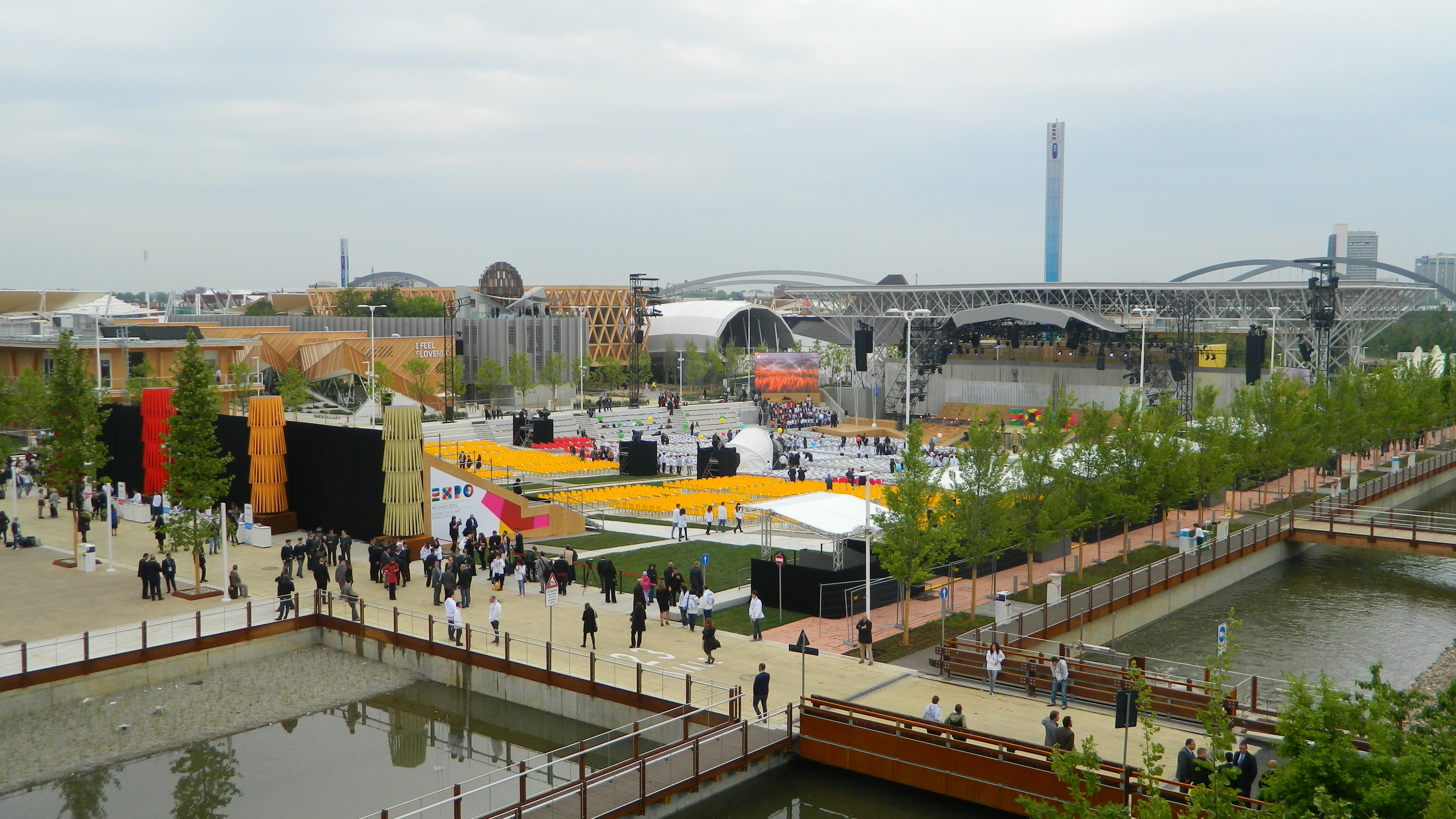
Open Air Theatre

Il sito espositivo è stato caratterizzato da una particolare forma a pesce ed era suddiviso in quattro macro aree dai due assi principali del Cardo e del Decumano. Novità assoluta è stata la presenza di 9 cluster, ovvero padiglioni collettivi non organizzati su base geografica. È possibile schematizzare l'organizzazione del sito nelle seguenti aree: 
- Lotti dei partecipanti
  1. Lotti dei Paesi e delle organizzazioni partecipanti
  2. n. 9 Cluster
  3. Cascina Triulza, dedicata al contributo dei partecipanti non ufficiali provenienti dalla società civile
  4. Lotti corporate, dedicati alle aziende
- Aree tematiche
  1. Padiglione Zero
  2. Future Food District (Distretto del cibo del futuro)
  3. Parco della Biodiversità
  4. Children Park
  5. Arts & Foods (Arti & Cibo), ospitato presso la Triennale di Milano
- Aree eventi ed elementi iconici
  1. Expo Centre e Media Centre
  2. Anfiteatro o Open Air Theatre
  3. Lake Arena, con l'Albero della vita
  4. Collina Mediterranea
- 10 aree servizi organizzate in stecche, più numerosi altri piccoli edifici di servizi
- 8 aree hortus, giardini per la sosta e il relax
- La zona di cascina Merlata (esterna al perimetro del sito Expo) dedicata alle strutture ricettive per personale, volontari e rappresentanti dei Paesi e delle aziende espositrici

### Cardo e Decumano
Cardo e Decumano erano i due viali principali del sito espositivo, ed erano ispirati all'organizzazione delle antiche città romane. Il primo, più corto, ha ospitato il Padiglione Italia, ovvero le aree espositive di regioni, province e comuni, oltre che delle eccellenze italiane. Il secondo, lungo più di un chilometro, è stato l'asse lungo il quale si affacciavano tutti i padiglioni self-built dei Paesi ospiti. L'intero Decumano era arricchito da installazioni scenografiche del premio Oscar Dante Ferretti che proponevano speciali banchi del mercato o scene legate all'alimentazione. In particolare le installazioni hanno avuto come tema: il formaggio, pane e grano, vino, pesce, frutta, carne, e il mercato delle spezie. Sempre di Ferretti erano le statue ispirate all'opera dell'Arcimboldo posizionate dal lato dell'ingresso ovest.

### Lotti dei partecipanti
Una parte consistente del sito è stata dedicata ai lotti dei partecipanti, ufficiali e no, che si sono presentati a Expo 2015 con un proprio padiglione o in modalità condivisa all'interno dei cluster.

#### Padiglioni self-built
Numerosi partecipanti scelsero di essere presenti con padiglioni costruiti in autonomia, ovvero utilizzando un lotto di terreno messo a disposizione dagli organizzatori per realizzare una struttura espositiva dedicata. Hanno scelto questa modalità di partecipazioni sia Paesi sia Organizzazioni e Aziende. L'edizione 2015 ha segnato il record di Paesi partecipanti che hanno deciso di costruire un proprio padiglione, ben 53 (contro i 42 di Shanghai 2010).

#### Cluster
I nove cluster all'interno del sito espositivo erano padiglioni collettivi dedicati a Paesi che hanno in comune una caratteristica agricola o geografica, e che sviluppano in un unico spazio espositivo, seppur autonomamente, un tema comune. Essi hanno rappresentato una vera discontinuità con le Expo del passato che avevano sempre raggruppato i Paesi secondo criteri esclusivamente geografico-continentali. Il temi selezionati per i nove cluster sono stati pensati anche per essere espansi a ulteriori padiglioni nazionali, creando veri e propri percorsi tematici.
I padiglioni cluster occupavano un totale di 41.659 m², cioè un quarto delle aree espositive destinate ai Paesi. Ogni partecipante ufficiale nel cluster aveva diritto a uno spazio standard di 125 m² su due livelli, che in caso di necessità poteva essere incrementato modularmente fino a un massimo di 375 m². Il 70% circa del lotto dedicato a ciascun cluster è stato dedicato alle aree comuni in cui ospitare la rappresentazione della filiera del prodotto, le attività di espositive, di educazione e intrattenimento necessarie alla comprensione del tema del cluster.

#### Cascina Triulza
Questa cascina si colloca all'interno del sito Expo ed è stata restaurata e riqualificata, collocandosi all'interno del più ampio Progetto cascine. L'edificio, un esempio tipico di architettura agricola lombarda, è perciò simbolico rispetto al tema dell'esposizione, ha ospitato gli spazi per la partecipazione della società civile (in particolare Fondazione Triulza) e il centro per lo sviluppo sostenibile, una struttura all'avanguardia nella ricerca tecnologica sul tema alimentare e che resterà in eredità alla città di Milano nel post Expo.

### Aree tematiche
I classici padiglioni tematici delle Expo sono stati ripensati per Expo 2015 come vere e proprie aree dedicate a sotto-temi o a destinatari specifici.

#### Padiglione Zero
Situato all'estremità ovest del sito, il padiglione si configurava come la porta di ingresso a Expo 2015 ed esplora i temi portanti della manifestazione. Ha ospitato il contributo delle Nazioni Unite e la Best Practices Area. Quest'ultima ospitava progetti che hanno rappresentato le migliori esperienze sui temi della nutrizione e dello sfruttamento delle risorse. Nello specifico sono state selezionati 15 progetti, 3 per ognuno delle seguenti tematiche:
- gestione delle risorse naturali
- miglioramento della qualità dei prodotti alimentari
- dinamiche socio-economiche e mercati globali
- sviluppo delle comunità rurali
- sviluppo di modelli di consumo sostenibile

Le esperienze potevano essere presentate da enti e autorità locali o agenzie pubbliche, organizzazioni intergovernative e agenzie internazionali, organizzazioni, reti, ONG, associazioni, fondazioni pubbliche e private, imprese, enti di ricerca e organismi accademici e partnership pubblico-private.

#### Children Park
Quest'area è stata pensata come spazio ludico, ricreativo ed educativo per bambini e famiglie. Situata nella zona nord, era esterna al perimetro del canale e collegata all'isola centrale grazie a ponti. Nel parco è stato proposto un percorso di attività che portano il bambino a imparare tramite il gioco e l'esperienza sensoriale:
1. Campane profumate - l'esperienza olfattiva degli alimenti
2. Quanti chicchi pesi? - il peso e le trasformazioni di un cereale
3. Pioggia di radici - cosa succede sotto terra
4. Il labifrutto - il labirinto dei frutti e dei sapori
5. Verdure pop - installazioni giganti creano un paesaggio fantastico
6. Pesca a pedali - il cibo dal mare
7. La fabbrica del gelato - creare gelato dai gusti improbabili
8. A tavola con il mondo (Children Share) - pranzo virtuale con i bambini di tutto il mondo

Il Children Park è stato sviluppato in collaborazione con la città di Reggio Emilia, nota per l'impegno e l'eccellenza nell'ambito dell'educazione.

#### Parco della Biodiversità
Il Parco della Biodiversità è stata un'area di 8.500 metri quadri che esplorava il rapporto tra uomo, cibo e natura. Constava di un parco vero e proprio, di una mostra e di un teatro per eventi. Il partner dell'area era Bologna Fiere. L'area si trovava in zona nord-est, tra i padiglioni Corporate e i cluster Isole, Bio-mediterraneo e Zone Aride.

### Aree eventi ed elementi iconici

Rendering del padiglione ceco

#### Expo Centre
Uno spazio di più di 8.500 metri quadri, posto in prossimità dell'ingresso ovest, alla base del Decumano, ha ospitato un auditorium da 1.500 posti dedicato alle conferenze e gli incontri durante il periodo dell'esposizione, una grande piazza e la centrale operativa per gli addetti, per un volume complessivo di quasi 129.000 metri cubi.

#### Open Air Theatre
Posto all'estremità sud del Cardo, è stato un teatro all'aperto da 11.500 posti e 10.300 metri quadri. L'anfiteatro era costruito sotto il livello stradale e dedicato a concerti, spettacoli ed eventi ufficiali.

#### Lake Arena
Un teatro da 3.000 posti a sedere e 8.000 in piedi creato attorno a un lago circolare con 90 metri di diametro. Occupava un'area di 16.000 metri quadri ed era dedicato a spettacoli d'acqua, giochi pirotecnici, concerti e installazioni temporanee. Era posto all'estremità nord del Cardo, attiguo al palazzo Italia.

#### Collina Mediterranea

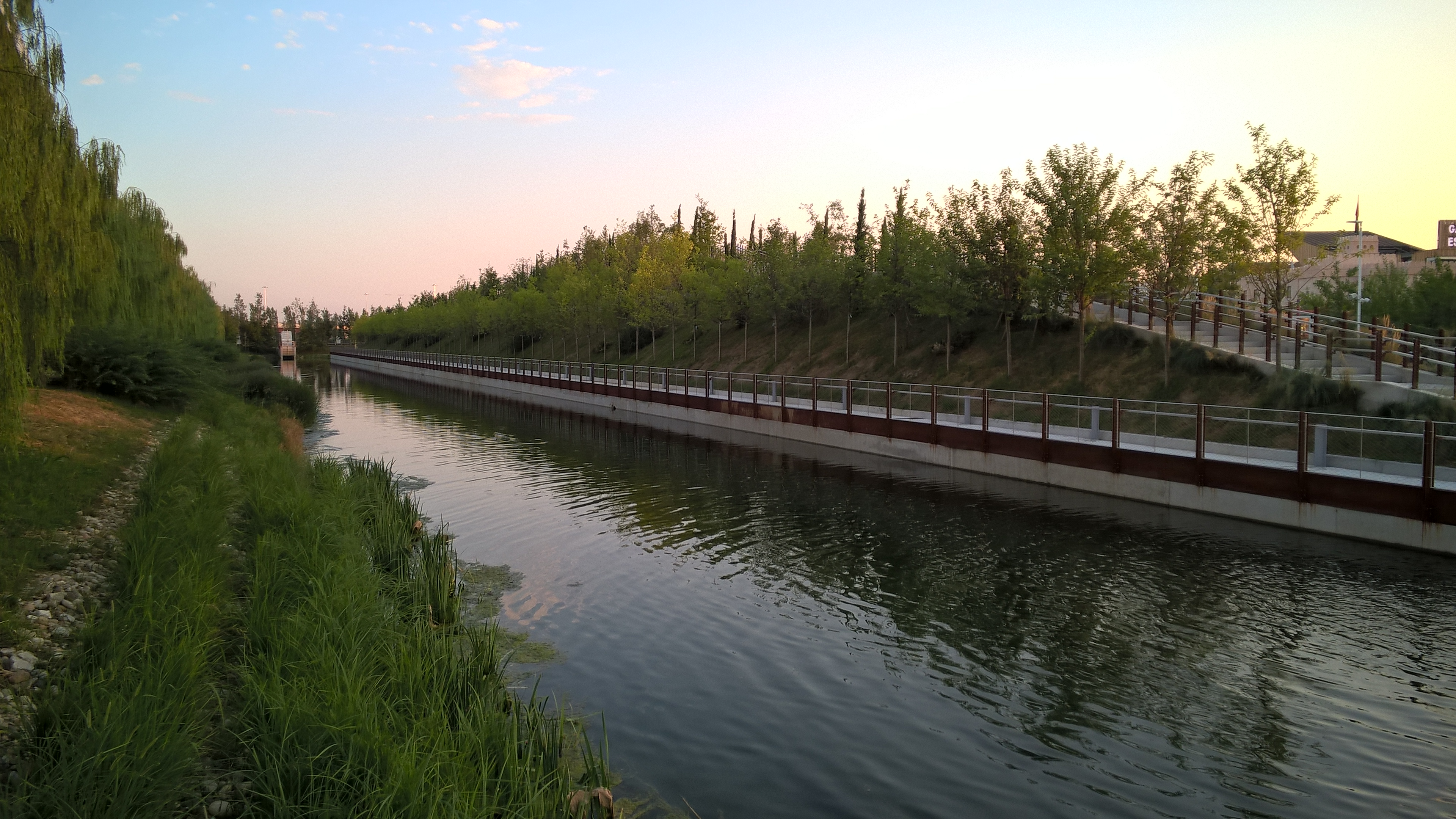
Collina Mediterranea

Situata all'estremità sud del decumano, era alta 12 metri e ospitava un uliveto e un bosco tipico dell'ambiente mediterraneo, composto da sugheri, lecci, cipressi e roverelle. Si identificava quindi come una sorta di inno alla biodiversità e alla conservazione del patrimonio paesaggistico. A lato della collina è sorto il padiglione Slow Food progettato da Herzog e De Meuron.
Poteva essere visitata grazie a una serie di rampe che hanno permesso di raggiungerne la cima dalla quale godere la vista del sito espositivo. Il percorso verso la cima ha offerto ai visitatori l'opportunità di scoprire il ruolo essenziale della biodiversità alimentare, degustare prodotti di tutto il mondo e conoscere e adottare nuove abitudini di consumo.

### Aree servizi
Per le architetture di servizio, che hanno occupato circa 67.000 m² in totale, fu bandito un concorso apposito che richiedeva proposte riguardo alle strutture dedicate a:
- Ristorazione - comprendeva ristoranti, self-service, chioschi e bar, e hanno occupato una superficie importante che ammontava a circa 24.000 metri quadri. Si erano previste tre tipologie di format[5][6]:
  - n. 12 edifici di grandi dimensioni, denominati stecche, disposti perpendicolarmente al Decumano. La gestione di due di queste strutture fu appaltata alla società Eataly[7]
  - n. 6 piccoli edifici, denominati chioschi a un piano e n. 1 di medie dimensioni (Unità di Servizio US6) a due piani, dedicati alla ristorazione veloce e di qualità
  - numerose aree sparse sul sito dedicate al cibo di strada, gestiti tramite apecar, food truck o piccoli container, così suddivise
    - n. 6 Unità di servizio
    - n. 3 Piazzette inserite fra i padiglioni dei Paesi
    - n. 1 porzione di lotto N20

| Stecche           | Stecche         | Stecche                   | Stecche                                                                                | Stecche | Stecche |
| Lotto             | Dimensione (m2) | Concessionario            | Note                                                                                   |         |         |
| ----------------- | --------------- | ------------------------- | -------------------------------------------------------------------------------------- | ------- | ------- |
| D, E              |                 | Eataly                    | Si tratta di n. 2 stecche posizionate in zona sud di fronte al cluster Frutta e Legumi |         |         |
| Chioschi gourmet  |                 |                           |                                                                                        |         |         |
| CH1               | 65+57           | Marinoni                  | Situato alle spalle del padiglione del Brasile                                         |         |         |
| CH2               | 65+101          | Dispensa Emilia           | Situato alle spalle del lotto N10 e in prossimità di Cascina Triulza                   |         |         |
| CH3               |                 | Caffarel                  | Situato alle spalle del lotto cluster Frutta e Legumi                                  |         |         |
| CH4               | 56+296          | Gromart S.p.A.            | Situato alle spalle del cluster Frutta e Legumi                                        |         |         |
| CH5               | 56+618          | Juice Bar                 | Situato alle spalle del lotto S42                                                      |         |         |
| CH6               |                 | Illy Caffè                |                                                                                        |         |         |
| CH8               | 56+355          | Juice Bar                 | Situato alle spalle del Padiglione Zero                                                |         |         |
| CH9               | 56+136          | MyChef - Zafferano e Riso | Situato alle spalle del Padiglione Zero                                                |         |         |
| CH10              |                 | Piada e Champagne         | Situato alle spalle del Padiglione Zero                                                |         |         |
| Unità di servizio |                 |                           |                                                                                        |         |         |
| US6               | 400+70          | MyChef - Casa Ferrarini   | Situato a bordo della Lake Arena, alle spalle del Palazzo Italia                       |         |         |
| Street food       |                 |                           |                                                                                        |         |         |
| US1               | 481             |                           |                                                                                        |         |         |
| US4               | 395             |                           |                                                                                        |         |         |
| US10              | 380             |                           |                                                                                        |         |         |
| US11              | 700             |                           |                                                                                        |         |         |
| US14              | 155             |                           |                                                                                        |         |         |
| US16              | 320             |                           |                                                                                        |         |         |
| N20               |                 |                           | Utilizzo parziale del lotto posizionato di fronte al cluster del caffè                 |         |         |
| PN1               |                 |                           |                                                                                        |         |         |
| PS1               |                 |                           |                                                                                        |         |         |
| PS3               |                 |                           |                                                                                        |         |         |

- spazi commerciali - comprendevano negozi di gadget e merchandising, edicole e libreria, punti vendita per telefonia e informatica, banche, una farmacia, un'agenzia viaggi e un ufficio postale, per un totale di circa 3.000 metri quadri
- servizi ai visitatori - questi servizi comprendevano deposito bagagli, spazi per assistenza disabili, ufficio oggetti smarriti, un'area interreligiosa, punto informazioni, per un totale di circa 1.400 metri quadri
- servizi igienici - occupavano un totale di circa 12.600 metri quadri
- servizi ai partecipanti - sono stati spazi per un totale di circa 2.300 metri quadri dedicati ad assistenza tecnica ai partecipanti
- servizi per la sicurezza - aree per Polizia, Carabinieri, Guardia di Finanza, dogana, primo soccorso medico e antincendio, per un totale di circa 1.800 metri quadri
- locali di servizio - come magazzini, depositi, locali tecnici, per un totale di più di 23.000 metri quadri

Il concorso coinvolse 86 raggruppamenti di progettisti che hanno immaginato per Expo nuovi modelli costruttivi e progettuali che portano al centro l'architettura e la qualità degli spazi. Il 12 aprile 2012 furono premiati i vincitori: ai progettisti primi classificati è andato un premio di 90.000 euro. Hanno invece ricevuto un premio di 14.000 euro i quattro progetti classificati dalla seconda alla quinta posizione.

### Cascina Merlata
L'area di circa 520 000 m² denominata Cascina Merlata è sorta in prossimità dell'Area Expo e ha svolto un ruolo fondamentale, in quanto ha ospitato il villaggio Expo 2015, ovvero le strutture ricettive per personale, volontari e rappresentanti dei Paesi e delle aziende espositrici, in seguito oggetto di riconversione in residenze e servizi. La zona è al centro di un complesso piano urbanistico, opera della società appositamente creata e controllata al 60% da EuroMilano ed è stata collegata al sito Expo direttamente da una passerella pedonale.
Il progetto di Cascina Merlata ha costituito un intervento urbanistico di recupero dell'attuale area dismessa e prevedeva la realizzazione di edifici di classe energetica A e residenze di varia tipologia: libera, convenzionata, agevolata e in locazione.

## Storia
La genesi del progetto dell'area espositiva si è rivelata piuttosto complessa. È possibile individuare tre diverse fasi nella storia del sito Expo:
1. candidatura
2. concept plan
3. master plan.

L'area individuata presentava una forma allungata, lunga quasi 3 km, che suggerì fin dal principio l'idea di un asse principale (boulevard poi Decumano) lungo cui sviluppare i padiglioni. Anche l'acqua è stata sempre un elemento di primaria importanza nelle tre fasi, sebbene in modalità differenti.

### Candidatura

Piano del sito Expo durante la fase di candidatura

Nel documento di candidatura che portò Milano all'assegnazione dell'organizzazione dell'Expo 2015 veniva presentato un sito profondamente diverso da quello presentato poi nel concept plan. Gli elementi principali di questo progetto iniziale erano:
- il 50% dell'area occupato dai padiglioni, il 35% dagli spazi esterni a essi e il restante 15% da una cintura verde;
- agli estremi del viale centrale, piazza Italia e piazza Expo, la prima dominata dal padiglione italiano (circa 7.000 m²) e affiancata da una seconda piazza, piazza delle Regioni;
- in corrispondenza dell'ingresso ovest (poi ingresso Merlata) un padiglione-ponte e la Torre Expo;
- un grande lago artificiale attorniato dai 20 padiglioni delle regioni italiane;
- un anfiteatro (12.000 posti) e un auditorium (6.000 posti) rispettivamente di 9.000 e 6.000 m² di superficie;
- padiglioni nazionali di tre diverse dimensioni a seconda delle possibilità del Paese interessato;
- tre padiglioni collettivi dedicati alle tre regioni geografiche: Asia, Africa/Caraibi e America Latina/Caraibi.

Nelle vicinanze del sito principale dell'Expo era prevista anche una zona servizi di circa 1 milione di m² occupati da albergo, parcheggi, negozi, un centro congressi, aree verdi e un centro affari a disposizione dei partecipanti, oltre che un villaggio Expo per ospitare il personale dell'esposizione, i volontari, i lavoratori della sicurezza e il personale amministrativo, per un totale di circa 120.000 metri quadri.
Vennero ipotizzati i seguenti padiglioni tematici:
- Cosa mangia il mondo: situato alla base della Torre Expo e all'interno del ponte pedonale di collegamento fra la fiera di Rho-Pero e il sito Expo;
- Con-scienza
- Storie di terra, acqua e aria
- La spirale del cibo
- Il diritto di mangiare bene
- Nel reame dei sensi, sito in piazza Italia;
- Equilibrium
- L'arte del cibo

### Concept plan
Il concept plan del sito espositivo di Expo 2015 fu presentato l'8 settembre 2009. Fu progettato da una consulta architettonica formata dai seguenti architetti:
- Stefano Boeri
- Richard Burdett
- Mark Rylander
- Jacques Herzog.

L'idea principale è stata quella di tracciare due nette linee di demarcazione all'interno dell'area, due viali, uno principale e uno secondario, che riprendessero l'antico modello romano del Cardo e del Decumano. All'idea iniziale di un sito "classico" fatto di strade e padiglioni si sostituì l'idea di una Expo "leggera", fatta di aree espositive tutte identiche per ciascun paese, disposte trasversalmente rispetto al viale principale e che ricreassero il "ciclo del cibo" tipico di ogni realtà nazionale, dalla produzione al consumo. Al centro del viale una grande tavola, disposta di fronte ai padiglioni nazionali per tutta la lunghezza del sito, dove consumare i cibi effettivamente prodotti nei padiglioni stessi. Tutta l'area sarebbe stata coperta da grandi tende, a dare l'idea di un mercato globale.
La seconda idea era quella di dotare il sito di grandi serre bioclimatiche per la riproduzione dei principali ambienti naturali della Terra, che fungessero sia da padiglioni tematici sia da veri e propri siti di coltivazione e produzione delle materie prime per i singoli padiglioni nazionali. I singoli Paesi avrebbero a loro volta avuto la possibilità di avere la propria serra personale all'interno della singola area espositiva.
In questa seconda versione del sito, l'acqua rimaneva un elemento importante ma veniva spostata verso l'esterno, non più canali che attraversano i padiglioni, ma un grande canale navigabile tutto attorno alle aree espositive. Veniva inoltre creato un grande lago.
Ulteriori elementi caratterizzanti erano:
- un grande anfiteatro scavato nel terreno e una collina agli estremi del viale;
- edifici del villaggio Expo all'esterno del canale che circonda il sito;
- riutilizzo del palazzo delle Poste come centro per lo sviluppo sostenibile.

### Master plan
Il master plan definitivo dell'area espositiva fu consegnato al BIE durante la cerimonia di registrazione dell'Esposizione di Milano 2015 che si svolse a Parigi il 30 aprile 2010.
Il coordinatore del progetto definitivo che passò l'approvazione del BIE era Stefano Boeri. Il nuovo progetto non sconvolse le idee principali del concept plan ma si adattava ai più classici standard espositivi di manifestazioni di questo tipo:
- tramontava l'idea di spazi ugualmente ampi per ciascun Paese espositore, dando la possibilità di affitto di aree tra i 400 e i 6.000 m²;
- veniva limitata la possibilità costruttiva al 30% dell'area in uso agli espositori;
- si manteneva il grande canale navigabile che attornia l'area;
- i tendaggi di copertura restavano solo lungo gli assi principali del Cardo e del Decumano;
- le serre sarebbero state concentrate in un'unica zona di circa 28.000 metri quadri. In una revisione successiva del giugno 2012 questo segno nel paesaggio venne eliminato dal progetto e sostituito da un'area di 14.000 metri quadri denominata Parco della Biodiversità[17];
- il bacino circolare già presente nel concept plan veniva trasformato in un teatro sull'acqua denominato Lake Arena, un lago-arena di 98 metri di diametro dedicato a spettacoli da tenersi al suo centro;
- venivano confermati il grande anfiteatro all'aperto scavato nel terreno e la collina verde da circa 82.800 metri cubi di volume, costruita con il terreno di riporto degli scavi, l'una all'opposto dell'altro, agli estremi del cardo;
- veniva creato un Expo Center, formato da un'area spettacoli e da un auditorium, per un totale di circa 6.300 m².

L'area espositiva è sta organizzata come un'isola circondata da un canale d'acqua ed era strutturata secondo i due assi perpendicolari della World Avenue (decumano) e del cardo, ripresi dall'architettura delle città romane. Secondo un principio di uguaglianza, tutti i padiglioni nazionali sono stati affacciati sul grande viale principale, lungo 1,5 km e largo 35 m. Lungo il Cardo, 325 m di lunghezza per 35 m di larghezza sono stati invece organizzati i padiglioni delle regioni e province italiane. Alla confluenza dei due assi è stata creata una grande piazza (Piazza Italia) di 4.350 m². A nord del cardo sorgeva il Palazzo Italia, ovvero il padiglione del Paese organizzatore, affacciato sulla Lake Arena. A lato sud invece un Open Air Theatre da circa 10.000 m² per un totale di circa 9.000 posti. Agli estremi del Decumano invece sono stati costruiti una grande collina artificiale da un lato e l'Expo Center dall'altro, formato da tre blocchi funzionali indipendenti: auditorium (blocco sud), performance area (blocco centrale) e palazzo uffici (blocco nord), per un totale di circa 6.300 m². I primi due blocchi furono progettati per essere smantellati alla chiusura dell'Expo, mentre il palazzo uffici è permanente.